# Ivor Richard
Ivor Seward Richard (Carmarthenshire, 30 mei 1932 - 18 maart 2018) was een politicus van Britse afkomst. Hij was lid van de Labour Party.

## Biografie
Richard werd geboren in Carmarthenshire, Wales, en werd onderwezen op een school in Llanelli. Na het basisonderwijs werd hij toegelaten op de onafhankelijke school Cheltenham college. Richard verwierf een studiebeurs voor Pembroke College (Oxford), waar hij Jurisprudentie studeerde. Tijdens zijn studietijd was hij een actief lid van de Labour Party. In 1959 deed Richard namens het district Kensington South mee aan de parlementsverkiezingen. Het district was een van de meest welvarende districten in het gehele land. Richard werd uiteindelijk derde, maar zag de campagne als niet meer dan een mogelijkheid om zijn vaardigheden te ontwikkelen. In 1964 deed hij opnieuw mee met de verkiezingen. Richard was een kandidaat voor Baron's Court en werd verkozen.
Als parlementslid diende Richard korte tijd als assistent van Denis Healey, staatssecretaris voor Defensie. Tussen 1969 en 1971 was hij Minister van het Leger. Richard werd in 1971 ontslagen door de Conservatieven, omdat hij voor een EEG-lidmaatschap van Groot-Brittannië had gestemd. In datzelfde jaar werd hij benoemd tot woordvoerder van Buitenlandse Zaken. Als een gevolg van de herdistributie van 1974 verloor Baron's Court haar onafhankelijke status als district. Richard moest op zoek naar een nieuwe district, maar zijn pro-Europese houding maakte hem niet populair binnen de Labour Party. Hij besloot zich verkiesbaar te stellen voor het district Blyth. Het zittende parlementslid werd beschuldigd van corruptie in het lokale partijkantoor van de Labour Party. Zonder steun van de bevolking van het district en een nog steeds populaire tegenstander leidde tot een verlies voor Richard.
De Labourregering onder Harold Wilson benoemde Richard in 1974 tot Permanente Vertegenwoordiger van Groot-Brittannië bij de Verenigde Naties. Richard bekleedde deze positie tot 1979. Hij was nauw betrokken bij de vredesmissies in Rhodesië en het Midden-Oosten. Richard was president van de Conferentie met betrekking tot Rhodesië, die tussen 28 oktober en 14 december 1976 in Genève werd gehouden. In 1979 werd Richard door de regering van Margaret Thatcher vervangen als ambassadeur bij de VN. Een jaar later werd hij door het partijbestuur van de Labour Party verkozen tot Europees Commissaris. Richard was de derde keuze voor deze positie. De voormalige minister van Financiën Joel Barnett had het aanbod afgewezen en de voormalige staatssecretaris van Defensie Fred Mulley kreeg niet de goedkeuring van de Conservatieven. Binnen de Europese Commissie kreeg Richard de portefeuilles Sociale Zaken, Werkgelegenheid, Onderwijs en Training.
In 1985 vertrok Richard bij de Europese Commissie.
 Frans Andriessen ·  Richard Burke ·  Claude Cheysson* ·  Giorgios Contogeorgis ·  Poul Dalsager ·  Étienne Davignon ·  Antonio Giolitti ·  Finn Olav Gundelach** ·  Wilhelm Haferkamp ·  Karl-Heinz Narjes ·  Lorenzo Natali ·  Michael O'Kennedy* ·  François-Xavier Ortoli ·  Edgard Pisani ·  Ivor Richard ·  Gaston Thorn ·  Christopher Tugendhat 
  * afgetreden, ** overleden 